# Ærø (općina)
Ærø je općina u danskoj regiji Južna Danska.

## Zemljopis
Općina se nalazi na istoimenom otoku Ærøu, prositire se na 90,45 km2.

## Stanovništvo
Prema podacima o broju stanovnika iz 2010. godine općina je imala 	6.679 stanovnika, dok je prosječna gustoća naseljenosti 73,84 stan/km2. Središte općine je grad Ærøskøbing.

### Naselja
| Veća naselja u općini |            |                    |
| Br.                   | Naselje    | Stanovnika (2010.) |
| 1                     | Marstal    | 2.315              |
| 2                     | Ærøskøbing | 974                |
| 3                     | Søby       | 538                |
| 4                     | Ommel      | 307                |
| 5                     | Vindeballe | 225                |
| 6                     | Bregninge  | 209                |

## Vanjske poveznice
- Službena stranica općine